# Liste flüchtlingsfeindlicher Angriffe in Deutschland 2016
Die Liste flüchtlingsfeindlicher Angriffe in Deutschland 2016 verzeichnet Angriffe und Anschläge auf Geflüchtete und Flüchtlingsunterkünfte in Deutschland im Jahr 2016, bei denen fremdenfeindliche und rassistische Tatmotive nachgewiesen oder wahrscheinlich sind. Die Liste ist bisher nicht vollständig. Besonders schwere Anschläge mit Verletzten sind rot hinterlegt.
Soweit nicht anders verzeichnet, folgen die Angaben den Chroniken von Mut gegen rechte Gewalt, Pro Asyl und Amadeu Antonio Stiftung. Historische Hintergründe, Gegeninitiativen und weitere Jahreslisten siehe unter Flüchtlingsfeindliche Angriffe in der Bundesrepublik Deutschland.
| Ort                                | Bundes- land | Datum    | Angriffsziel                                  | Verletzte            | Beschreibung | Tatverdächtige bekannt |
| ---------------------------------- | ------------ | -------- | --------------------------------------------- | -------------------- | --- | ---------------------- |
| Chemnitz-Gablenz                   | SN           | 1. Jan.  | Geflüchtete                                   | zwei Verletzte       | In der Silvesternacht wurde eine dreiköpfige Familie am Gablenzplatz von mehreren Unbekannten angegriffen und fremdenfeindlich beschimpft. Der 48-jährige, auf einen Rollator angewiesene Familienvater aus Tunesien wurde mit Reizgas besprüht und zu Boden geschlagen, seine 13-jährige Tochter getreten. Die Täter flüchteten, die Familie wurde ins Krankenhaus gebracht. Zum Zeitpunkt des Übergriffs waren laut Aussagen der Opfer zahlreiche Menschen am Gablenzplatz. Die Polizei veröffentlichte den Vorfall erst am 6. Januar. | Nein                   |
| Merseburg                          | ST           | 1. Jan.  | bewohnte Unterkunft, Polizei                  |                      | Kurz nach 1 Uhr zogen an Neujahr etwa 20 Personen vor eine Flüchtlingsunterkunft und schossen Pyrotechnik auf diese und die davor positionierten Polizisten ab. Zudem wurde eine Bierflasche auf die Beamten geworfen und „fremdenfeindliche Äußerungen“ getätigt. Gegen drei Personen wurde Anzeige erstattet und ein Platzverweis ausgesprochen. Gegen die Flüchtlingsunterkunft wurden bis dahin in drei Monaten bereits 57 Demonstrationen organisiert. | Ja                     |
| Gräfenhainichen                    | ST           | 2. Jan.  | unbewohnte Unterkunft                         |                      | Am Abend des 2. Januar wurde eine geplante Flüchtlingsunterkunft zum wiederholten Male angegriffen. Unbekannte warfen einen großen Stein auf die Eingangstür des ehemaligen Schleifer-Gebäudes und verursachten so einen Sachschaden von mehreren tausend Euro. Der polizeiliche Staatsschutz ermittelt. | Nein                   |
| Köln-Mülheim                       | NW           | 2. Jan.  | bewohnte Unterkunft                           |                      | Am 2. Januar bewarfen zwei Männer im Alter von 21 und 25 Jahren eine Unterkunft mit sogenannten Bengalos. Die Polizei nahm die beiden Verdächtigen noch in Tatortnähe fest. Bewohner der Unterkunft hatten gemeldet, dass zwei Personen „Chinaböller“ auf das Gebäude geworfen hatten. Eine Fensterscheibe ging zu Bruch. Die Staatsschutzabteilung der Polizei Köln übernahm die Ermittlungen. | Ja                     |
| Pirna                              | SN           | 3. Jan.  | Asylbewerber                                  | ein Verletzter       | Unbekannte schlugen am Sonntagabend unter anderem mit einer Bierflasche auf einen syrischen Asylbewerber ein. Das Opfer erlitt schwere Verletzungen, die Täter flüchteten. | Nein                   |
| Dreieich-Dreieichenhain            | HE           | 4. Jan.  | bewohnte Unterkunft                           | ein Verletzter       | In der Nacht zum 4. Januar wurden mehrere Schüsse auf eine Fensterfront einer Flüchtlingsunterkunft mit 30 Bewohnern abgegeben. Ein schlafender 23-jähriger Mann wurde dabei leicht verletzt. Die Staatsanwaltschaft sprach von einem „gezielten Angriff, durch den für die Bewohner der Unterkunft eine hohe Gefahr ausging“. Laut einem 27 Jahre alten Bewohner aus Syrien hatte eine vermummte Gestalt gezielt sechs bis sieben Mal mit einer Handfeuerwaffe geschossen. Im April 2016 nahm die Polizei schließlich einen Tatverdächtigen fest. | Ja                     |
| Feldhausen (Bottrop)               | NW           | 4. Jan.  | unbewohnte Unterkunft                         |                      | Unbekannte haben zwischen dem 30. Dezember und dem 4. Januar einen Wohncontainer einer geplanten Flüchtlingsunterkunft aufgebrochen, eine brennbare Flüssigkeit ausgeschüttet und angezündet. Der Brand erlosch selbstständig. | Nein                   |
| Rinsecke                           | NW           | 8. Jan.  | unbewohnte Unterkunft                         |                      | Unbekannte haben in der Nacht zum Freitag die Wasserhähne im Erdgeschoss und im 1. Obergeschoss einer geplanten Flüchtlingsunterkunft aufgedreht. Dadurch kam es erneut zu Wasserschäden am Gebäude. Der Sachschäden beträgt 1.000 Euro. Es ist bereits der dritte Angriff auf diese Flüchtlingsunterkunft, nachdem bereits im März 2015 die Wasserhähne abgeschlagen wurden und im Dezember 2015 ein Feuer gelegt wurde. | Nein                   |
| Ascheberg                          | NW           | 9. Jan.  | bewohnte Unterkunft                           |                      | Unbekannte haben in der Nacht zum Samstag, den 09.01., eine PET-Flasche mit brennbarer Flüssigkeit neben einer bewohnten Flüchtlingsunterkunft angezündet. Durch Zufall bemerkte eine Polizeistreife das Feuer und konnte es mit einem mitgeführten Feuerlöscher löschen. | Nein                   |
| Schmitten                          | HE           | 9. Jan.  | bewohnte Unterkunft                           |                      | Unbekannte haben in der Nacht zum Samstag eine Flüchtlingsunterkunft mit Farbkugeln beschossen, die vermutlich mit einer Paintball-Waffe abgefeuert wurden. Es entstand ein Sachschaden von 1.000 Euro. | Nein                   |
| Borken                             | NW           | 10. Jan. | unbewohnte Unterkunft                         |                      | Ein unbekannter Täter schlug eine Scheibe der gerade fertiggestellten Flüchtlingsunterkunft ein, schüttete anschließend Brandbeschleuniger in der Unterkunft aus und legte Feuer. Der Schaden beläuft sich auf rund 20.000 Euro. Der Täter konnte laut einer Augenzeugin auf einem Fahrrad fliehen. | Nein                   |
| Bad Waldsee                        | BW           | 10. Jan. | bewohnte Unterkunft                           | ein Verletzter       | Am Sonntagabend warfen zwei Männer zwei Feuerwerksraketen durch das gekippte Fenster im Erdgeschoss einer Flüchtlingsunterkunft und liefen im Anschluss einer Zeugin zufolge lachend weg. Ein mit dem Rücken zum Fenster sitzender 56-jähriger syrischer Kriegsflüchtling wurde durch die im Zimmer explodierenden Raketen zwar nicht körperlich verletzt, musste aber anschließend im Krankenhaus wegen massiver Herzprobleme intensivmedizinisch betreut werden. Die Explosion versengte zudem den Linoleumboden, die Matratze und ein Bettlaken. Die beiden Täter, zwei 28- bzw. 24-jährige Cousins, konnten gefasst und angeklagt werden. Der Ältere bezeichnete den Brandanschlag als „Abschreckung“, der Jüngere sagte erklärte als Motiv, es sei „spaßig gemeint“ gewesen. Beide fühlten sich seit Jahren der rechten Szene zugehörig. Im September wurden sie vor dem Amtsgericht Ravensburg zu Freiheitsstrafen ohne Bewährung wegen versuchter schwerer Brandstiftung mit gefährlicher Körperverletzung und Sachbeschädigung verurteilt, der 24-Jährige zu einem Jahr und zehn Monaten, der 28-Jährige zu zwei Jahren und drei Monaten. Das Gericht stellte eine eindeutig ausländerfeindliche Gesinnung fest. Vom Tatvorwurf der Volksverhetzung wurden die Cousins aus Mangel an Beweisen für eine „sichere Verurteilung“ freigesprochen. Es blieben aber „vernünftige Zweifel“ daran, ob der 28-Jährige nicht doch selbst fragliche Nachrichten auf den Facebookseiten mehrerer Moscheen postete, in denen Muslime als „Abschaum“ bezeichnet wurden, die „mit allen Mitteln zur Strecke gebracht werden müssen“. | Ja                     |
| Jena                               | TH           | 13. Jan. | Geflüchtete                                   | zwei Verletzte       | Am Mittwochabend sind zwei Geflüchtete im Alter von 25 und 29 Jahren vor einer Flüchtlingsunterkunft in Jena von Unbekannten angegriffen worden und wurden dabei verletzt. Die Opfer erlitten Wunden im Gesicht und wurden medizinisch behandelt. | Nein                   |
| Soyen                              | BY           | 16. Jan. | unbewohnte Unterkunft                         |                      | Unbekannte haben zwischen Freitagnachmittag und Samstagvormittag eine Containeranlage, in die Geflüchtete einziehen sollten, in Brand gesetzt. Der Schaden beläuft sich auf 50.000 Euro. | Nein                   |
| Barsinghausen                      | NI           | 23. Jan. | unbewohnte Unterkunft                         |                      | Unbekannte haben in den frühen Morgenstunden des 23. Januar einen Brandanschlag auf den Rohbau einer Flüchtlingsunterkunft in Barsinghausen bei Hannover verübt. Bei den Löscharbeiten stießen die Feuerwehrleute auf mehrere geöffnete Gasflaschen, die die eingesetzten Feuerwehrleute durch eine mögliche schwere Explosion in akute Lebensgefahr brachten. | Nein                   |
| Berlin-Lichtenberg                 | BE           | 1. Jan.  | Kind und zwei Frauen                          | ein Verletzter       | Ein Mann bedrohte an einer Straßenbahnhaltestelle ein neunjähriges syrisches Mädchen. Auch rassistische Beleidigungen wurden von dem Mann getätigt. Als eine der beiden ebenfalls syrischen Begleiterinnen sich schützend vor das Mädchen stellte, schlug der Mann ihr mit der Faust gegen den Kopf. Die Frau begab sich nach dem Vorfall in ärztliche Behandlung. Die sichtbar schwangere zweite Frau stieß er mit beiden Armen. Als Passanten den Frauen und dem Mädchen zu Hilfe kamen, flüchtete der Angreifer. Herbeigerufene Polizisten konnten den Mann nicht stellen. | Nein                   |
| Ihringen                           | BW           | 29. Jan. | Asylsuchender                                 |                      | Ein Mann bewarf den jugendlichen Sohn einer syrischen Familie mit Steinen. Der Junge befand sich im Hof seines Wohnhauses am Bahnhof als auf der anderen Seite der Gleise ein Mann vom Bahnsteig unvermittelt auf das Gleisbett trat, Steine aufhob und in Richtung des Jugendlichen warf. Dabei rief er rassistische Beschimpfungen wie „Scheißausländer“ und „Ich hasse alle Ausländer“. Der Jugendliche konnte unverletzt ins Haus gelangen. Eine Scheibe an der Haustür wurde zerstört. | Nein                   |
| Bautzen                            | SN           | 30. Jan. | Asylsuchende                                  |                      | Nachdem zwei 19 und 25 Jahre alte pakistanische Asylsuchende ein Einkaufszentrum verlassen hatte, wurden sie am Ausgang von einer Personengruppe umzingelt. Zwei Männer schlugen ihnen ins Gesicht. Sie konnten schließlich in ihre Unterkunft entkommen. Laut Polizei könnten die Angreifer zuvor an einer rechtsextremen Demonstration in der Stadt teilgenommen haben. | Nein                   |
| Großröhrsdorf                      | SN           | 30. Jan. | Asylsuchende                                  |                      | Ein Unbekannter beleidigte in einem Supermarkt einen 17-jährigen Flüchtling rassistisch und schlug ihm ins Gesicht. | Nein                   |
| Oberhausen                         | NW           | 2. Feb.  | unbewohnte Unterkunft                         |                      | Am frühen Dienstagmorgen haben Unbekannte drei aufgestapelte Paletten der Baustelle der noch in Bau befindlichen Flüchtlingsunterkunft angezündet; eine darauf befindliche Acetylen-Gasflasche wurde dadurch jedoch nicht entzündet. Sicherheitskräfte bemerkten das Feuer, wodurch es rechtzeitig durch die Feuerwehr gelöscht werden konnte; der Staatsschutz ermittelt. | Nein                   |
| Bocholt                            | NW           | 7. Feb.  | Flüchtlinge                                   |                      | Unbekannte schossen gegen 22 Uhr fünfmal aus einem fahrenden Auto heraus mit einer Schreckschusswaffe auf zwei 16 und 18 Jahre alte, vor ihrer Unterkunft stehende syrische Asylbewerber. Es wurde niemand verletzt. | Nein                   |
| Kaufbeuren                         | BY           | 7. Feb.  | unbewohnte Unterkunft                         |                      | Unbekannte haben am ersten Sonntag im Februar Feuer in einer geplanten Asylunterkunft gelegt. Der Brand brach im Dachstuhl eines dreigeschossigen Hauses aus. Es wurde niemand verletzt. | Nein                   |
| Bruck in der Oberpfalz             | BY           | 7. Feb.  | bewohnte Unterkunft                           |                      | Ein 38-Jähriger wird verdächtigt, aus fremdenfeindlichen Motiven eine leere Flasche gegen ein Fenster der Unterkunft in Bruck geworfen zu haben. Es wurde ein Haftbefehl ausgesprochen. | Ja                     |
| Ahaus                              | NW           | 14. Feb. | Flüchtling                                    |                      | Zwei Männer haben in der Nacht zum 14. Februar mit einer Schreckschusswaffe auf einen Flüchtling geschossen. Zuvor hatten sie vor der Einrichtung mehrfach geschossen und waren dann in den Flur eingedrungen. Der Flüchtling blieb unverletzt. Die angetrunkenen Täter wurden festgenommen, die Polizei geht von einem fremdenfeindlichen Motiv aus. | Ja                     |
| Clausnitz / Rechenberg-Bienenmühle | SN           | 18. Feb. | Bus mit Geflüchteten                          | keine Angaben        | Am Abend des 18. Februar blockierten mehr als 100 Menschen für etwa zwei Stunden die Anfahrt eines Busses mit 20 Geflüchteten im Ortsteil Clausnitz und beschimpften die Insassen. Parolen wie „Wir sind das Volk“ und „Ausländer raus!“ wurden gerufen. Durch ein über soziale Medien verbreitetes Handy-Video entstand eine große mediale Rezeption, die sich über das Verhalten der Anwohner entsetzt zeigte. Auch das Verhalten der Polizeikräfte wurde in der folgenden Debatte kritisiert. Diese hatte Geflüchtete teils gewaltsam aus dem umstellten Bus gezerrt, war gegen die Blockierer jedoch nicht vorgegangen. | Nein                   |
| Löbau                              | SN           | 18. Feb. | bewohnte Unterkunft                           |                      | In der Nacht vom 18. auf den 19. Februar begehen 3 junge Männer einen Brandanschlag mit Brandsätzen auf die voll belegte Asylunterkunft in Löbau. |                        |
| Flensburg                          | SH           | 19. Feb. | bewohnte Unterkunft                           | zwei Verletzte       | Am Freitagabend des 19. Februar gossen Unbekannte um 22:50 eine ätzende Flüssigkeit durch das auf Kipp stehende, zur Straße gelegene Fenster einer Flüchtlingsunterkunft am Dammhof in Flensburg. Zwei Syrer, die sich zu diesem Zeitpunkt im Duschraum befanden, wurden verletzt. | Nein                   |
| Magdeburg                          | ST           | 21. Feb. | unbewohnte Unterkunft                         |                      | In der Nacht auf den 20. Februar warfen drei Unbekannte Steine gegen eine Unterkunft. Es entstand kein nennenswerter Sachschaden, da die Steine lediglich die Balkone trafen. | Nein                   |
| Gräfenhainichen                    | ST           | 21. Feb. | unbewohnte Unterkunft                         |                      | In der Nacht auf den 21. Februar warfen zwei Unbekannte mit Steinen die Fenster einer noch unbewohnten Unterkunft ein. Außerdem wurde eine Werbetafel zerstört. | Nein                   |
| Bautzen                            | SN           | 21. Feb. | Unbewohnte Unterkunft                         |                      | Gegen 3:00 Uhr morgens brach in einer noch unbewohnten Unterkunft, die in einem ehemaligen 4-Sterne-Hotel entstehen sollte, ein schwerer Brand aus, der auf den gesamten Dachstuhl übergriff. Die Polizei vermutet Brandstiftung als Ursache. Anwohner und Schaulustige applaudierten, in den Nebenstraßen wurden rechte Parolen skandiert. Die Polizei nahm zwei Personen fest, welche die Löscharbeiten massiv behindert hatten. | Manche                 |
| Florstadt                          | HE           | 24. Feb. | bewohnte Unterkunft                           |                      | Auf eine Flüchtlingsunterkunft in Florstadt wurden in der Nacht auf Mittwoch Steine geworfen. Die Scheiben eines muslimischen Gebetsraumes wurden beschädigt. Es wurden Hinweise auf eine fremdenfeindliche Tat gefunden. Zwei Jugendliche gestehen zwei Wochen später die Tat vollübt zu haben; sie wurden durch Fingerabdrücke überführt. | Ja                     |
| Kirchhundem                        | NW           | 27. Feb. | unbewohnte Unterkunft                         |                      | Auf die geplante Flüchtlingsunterkunft in einem Fachwerkhaus in Kirchhundem wurde bereits der vierte Anschlag verübt. | Nein                   |
| Gräfenhainichen                    | ST           | 27. Feb. | Wachschutz-Mitarbeiter, Unbewohnte Unterkunft |                      | In der Nacht auf den 27. Februar schossen Unbekannte mit einer Handfeuerwaffe oder einem Gewehr in die Fenster einer noch unbewohnten geplanten Unterkunft für Geflüchtete. Zu diesem Zeitpunkt befanden sich Mitarbeitende eines Wachdienstes im Gebäude. Es war der siebte Anschlag auf diese Unterkunft, die Polizei richtete eine Soko ein. Das Landeskriminalamt übernahm die Ermittlungen wegen eines versuchten Tötungsdeliktes und ein Großaufgebot der Polizei suchte nach Hinweisen auf Tatverdächtige. | Nein                   |
| Schleswig                          | SH           | 3. Mrz.  | bewohnte Unterkunft                           |                      | Die Täter verteilten eine brennbare Flüssigkeit auf einer Fensterscheibe im Erdgeschoss eines Hauses in Schleswig und zündeten diese an. In diesem Stockwerk wohnt eine Flüchtlingsfamilie aus Syrien. |                        |
| Eisenach                           | TH           | 4. Mrz.  | bewohnte Unterkunft                           |                      | Eine zur Rohrbombenattrappe umgebaute Wasserpfeife (40 cm lang, 8 cm Durchmesser) mit aufgemaltem Hakenkreuz explodierte in der Nacht zum 4. März vor einem Wohnhaus, in dem syrische Flüchtlinge untergebracht sind. Die Sprengung verletzte niemanden und richtete keinen Schaden am Haus an. Der Vorfall wurde erst am 12. März der Polizei gemeldet. | Nein                   |
| München                            | BY           | 4. Mrz.  | unbewohnte Unterkunft                         |                      | Drei Jugendliche haben in der Nacht auf Freitag zwei Molotowcocktails auf das Gelände einer noch unbewohnten Unterkunft für Asylbewerber an der Neuherbergstraße geworfen, die jedoch nicht explodierten. Als sie in der folgenden Nacht erneut versuchten, die Gebäude in Brand zu setzen, konnten sie noch vor Betreten des Geländes von der Polizei gestellt werden. Bei ihnen wurden Molotowcocktails gefunden. Die Polizei ordnet sie dem bürgerlichen Milieu zu. | Ja                     |
| Nauen                              | BB           | 10. Mrz. | unbewohnte Unterkunft                         |                      | In Nauen wurde eine brennende Holzlatte auf eine geplante Flüchtlingsunterkunft in einer Traglufthalle geworfen, diese verfehlte ihr Ziel nur knapp. Es entstand geringer Sachschaden. | Nein                   |
| Halle (Saale)                      | ST           | 11. Mrz. | Begegnungsstätte, Probewahllokal              |                      | In der Nacht auf den 11. März mauerten Unbekannte die Tür zu einem Probewahllokal für Migranten in der Innenstadt von Halle zu. Im Internet bekannte sich die rassistische Jugendgruppe „Kontrakultur Halle“, welche der identitären Bewegung angehört, zu der Tat. In dem Gebäude sollten länger in Deutschland lebende Menschen ohne deutsche Staatsangehörigkeit, welche kein Wahlrecht für die stattfindende Landtagswahl besitzen, die Möglichkeit zur politischen Meinungsbekundung erhalten. In derselben Nacht wurde der Zugang zu einer nahegelegenen Begegnungsstätte für Geflüchtete mit einer Kette versperrt und Plakate gegen Geflüchtete im Umfeld verklebt. | Nein                   |
| Borsdorf                           | SN           | 19. Mrz. | unbewohnte Unterkunft                         |                      | Unbekannte zerstörten die Heizungen und Trinkwasseranlage einer geplanten Container-Unterkunft, wodurch diese unter Wasser gesetzt wurde. Außerdem wurde in mehreren Wohnbereichen eine unbekannte Flüssigkeit gefunden. | Nein                   |
| Bautzen                            | SN           | 12. Apr. | Asylsuchender                                 | ein Verletzter       | Drei Männer beleidigten in der Nähe einer öffentlichen Skaterbahn einen Asylsuchenden rassistisch, schlugen ihm ins Gesicht und entwendeten nach Angaben des Opfers zudem einen zweistelligen Geldbetrag. Der 22-Jährige wurde leicht verletzt, wollte aber keine ärztliche Hilfe in Anspruch nehmen. Der Staatsschutz nahm Ermittlungen auf. | Nein                   |
| Zwickau                            | SN           | 22. Mai  | bewohnte Unterkunft                           |                      | Unbekannte warfen Molotowcocktails auf eine Flüchtlingsunterkunft. Der Wachschutz bemerkte den Brand und konnte das Feuer löschen. Die 15 dort wohnenden Asylsuchenden blieben unverletzt. Das Gebäude blieb bis auf Rußschäden unbeschädigt. | Nein                   |
| Arnsdorf                           | SN           | 21. Mai  | Flüchtling                                    | ein Verletzter       | Mehrere Männer, darunter der örtliche CDU-Gemeinderat Detlef Oelsner, zerrten und schubsten einen irakischen Flüchtling, der in der örtlichen Psychiatrie in Behandlung ist, aus einem Supermarkt und fesselten ihn mit Kabelbindern an einen Baum. Er wurde dabei leicht verletzt. Als die Polizei eintraf, bedankte sie sich. Gegen Oelsner und zwei weitere Männer wird ermittelt. Gegen den Asylsuchenden wird wegen des Verdachts auf Bedrohung ermittelt. Laut FAZ ist „von der später behaupteten Bedrohung für Leib und Leben des ‚Netto‘-Personals […] im Film nichts zu sehen, man hätte seelenruhig auf das Eintreffen der Polizei warten können.“ Im Juni gab die CDU bekannt, dass man von Oelsner eine öffentliche Entschuldigung erwarte, sonst drohe ihm der Parteiausschluss. Die Vorkommnisse und die „Art und Weise der Gewaltanwendung“ seien „einfach indiskutabel“. | Ja                     |
| Frankfurt (Oder)                   | BB           | 23. Mai  | Geflüchtete                                   | drei Verletzte       | Vier Flüchtlinge wurden an einer Straßenbahnhaltestelle in Frankfurt an der Oder angegriffen und verfolgt. Laut Polizei feuerten Passanten die Täter dabei an und skandierten ausländerfeindliche Parolen. Einem 17-Jährigen wurde mit der Faust ins Gesicht geschlagen. Als die Asylbewerber flüchteten, wurden sie von drei Angreifern verfolgt. An einem Einkaufsmarkt stellten die Verfolger zwei der Migranten und schlugen sie. Dank anderer Zeugen, die den Notruf alarmierten, konnten die mutmaßlichen Täter gefasst werden. | Ja                     |
| Hiltrup                            | NW           | 4. Jun.  | unbewohnte Unterkunft                         |                      | Unbekannte legten in den Morgenstunden ein Feuer in einer sich im Bau befindlichen Flüchtlingsunterkunft im Münsteraner Außenbezirk Hiltrup. Es entstand ein Sachschaden von über 100.000 Euro. Bereits Ende April desselben Jahres hatte es einen Brandanschlag auf dieselbe Unterkunft gegeben. Der damalige Schaden fiel aber deutlich geringer aus. Die Ermittler gehen von einer rassistisch motivierten Tat aus. | Nein                   |
| Lingen                             | NI           | 12. Jun. | Flüchtlinge                                   | zwei Verletzte       | Ein 21 Jahre alter Mann feuerte mit einem Luftgewehr am Sonntag aus seiner Wohnung im dritten Stock auf eine Flüchtlingsunterkunft und verletzte ein 5-jähriges Kind sowie einen 18-Jährigen. Die Polizei durchsuchte daraufhin die Wohnung des 21-Jährigen, und stellte ein Luftgewehr und Munition sicher. Der Staatsschutz ermittelt. Laut der Neuen Osnabrücker Zeitung hatte der Täter Verbindungen zur rechten Szene, die Polizei erklärte hingegen, es sei noch nicht geklärt, ob die Tat politisch motiviert ist. Der Täter wurde nicht in Untersuchungshaft genommen. | Ja                     |
| Volkmarsen                         | HE           | 19. Jun. | unbewohnte Unterkunft                         |                      | In der Nacht von Samstag auf Sonntag brannte in Volkmarsen ein für Flüchtlinge bestimmter Wohncontainer ab, in unmittelbarer Nähe wurden in derselben Nacht 29 Hakenkreuze gesprüht. | Nein                   |
| München                            | BY           | 8. Jul.  | vermeintlich Asylsuchende und Passant         | ein Schwerverletzter | Am 8. Juli pöbelte eine Gruppe Jugendlicher in der Nähe einer größeren Asylbewerberunterkunft gegen mehrere Menschen, die sie als Asylsuchende identifizierten. Ein 39-jähriger Mann afrikanischer Herkunft schritt ein und forderte die Jugendlichen auf, „die Leute aus Somalia in Ruhe zu lassen“. Er konnte die Situation zunächst beruhigen. Im Anschluss folgte ihm jedoch einer der Jugendlichen, entriss ihm die Aktentasche und rannte davon. Nach einer Verfolgung wurde der Mann schließlich in einem Hinterhof von der Gruppe der etwa 17- bis 20-Jährigen mit einer Holzlatte niedergeschlagen und mit Tritten gegen den Kopf so schwer verletzt, dass er das Bewusstsein verlor. Auch er wurde von den Jugendlichen rassistisch angepöbelt. Die Polizei ermittelt wegen gefährlicher Körperverletzung. Die vier bis fünf Jugendlichen flüchteten unerkannt. Der Mann musste mehrfach operiert werden, da unter anderem eine Erblindung drohte. Zudem erlitt er mehrere Knochenbrüche im Gesicht. | Nein                   |
| Premnitz                           | BB           | 12. Jul. | bewohnte Häuser                               |                      | Unbekannte setzten in der Nacht zum 12. Juli zwei Balkone zweier Häuser, in dem Asylsuchende wohnen, in Brand. Keiner der schlafenden Bewohner kam zu Schaden. Die Polizei stufte die Gefahr als erheblich ein und geht von einem rassistischen Hintergrund aus. | Nein                   |
| Demmin                             | MV           | 29. Aug. | Asylsuchende                                  | zwei Verletzte       | Am 29. August griffen drei stark alkoholisierte, rassistisch motivierte, polizeibekannte rechte Gewalttäter (zwei Frauen im Alter von 26 und 34 Jahren sowie ein 37-jähriger Mann) zwei afghanische Asylbewerberinnen an. Zunächst beleidigten sie die beiden 58 und 28 Jahre alten Frauen auf offener Straße und schlugen ihnen ins Gesicht, so die Polizei. Die Frauen wurden mit leichten Verletzungen im Krankenhaus behandelt. Die Täter wurden vorläufig festgenommen. Gegen die 26-jährige Täterin lag bereits ein Haftbefehl vor, der umgehend vollstreckt wurde. Der polizeiliche Staatsschutz übernahm die Ermittlungen. | Ja                     |
| Flammersbach                       | NW           | 8. Sep.  | bewohnte Unterkunft                           |                      | Unbekannte versuchten in der Nacht von Mittwoch auf Donnerstag die örtliche Flüchtlingsunterkunft in Wilnsdorf im Ortsteil Flammersbach mit insgesamt 14 Flüchtlingen, darunter zwei Familien mit Kindern, in Brand zu setzen. Die Täter versuchten ohne Erfolg, eine Scheibe zu zerschlagen und das Gebäude mit einer brennbaren Flüssigkeit anzustecken. Es kam zu Rußspuren an der Fassade. Polizei und Staatsschutz ermitteln wegen versuchten Mordes und versuchter Brandstiftung. | Nein                   |
| Stollberg/Erzgeb.                  | SN           | 10. Sep. | bewohnte Unterkunft                           | ein Verletzter       | In der Nacht auf Samstag warfen Unbekannte eine Flasche in das Fenster eines Wohnhauses und verletzten einen 17-jährigen unbegleiteten minderjährigen Flüchtling aus Afghanistan leicht. Es entstand zudem ein Sachschaden von rund 300 Euro. Zuvor waren bereits Meldungen eingegangen, dass in der Nähe der Gemeinschaftsunterkunft mehrere Personen fremdenfeindliche Parolen skandierten. Der mögliche Zusammenhang der Taten sei Gegenstand der Ermittlungen. | Nein                   |
| Waren (Müritz)                     | MV           | 11. Sep. | Asylsuchende                                  | ein Verletzter       | Am Sonntagmorgen bepöbelten zwei Männer aus einer sechsköpfigen Gruppe heraus einen 20-jährigen afghanischen Flüchtling rassistisch und schubsten drei junge Frauen im Alter von 18 bis 20 Jahren, die sich zusammen mit ihm auf dem Heimweg von einer Disco befanden. Anschließend verletzten sie den 20-Jährigen. Der polizeiliche Staatsschutz Neubrandenburg übernahm die Ermittlungen. | Nein                   |
| Petershagen                        | NW           | 15. Sep. | bewohnte Unterkunft                           |                      | Am Mittwochmorgen wurde die ehemalige Schule an der Hans-Lüken-Straße in Petershagen-Windheim im Kreis Minden-Lübbecke in Brand gesetzt. Verletzt wurde niemand. Der Sachschaden betrug etwa 10.000 Euro. Im Gebäude wohnten ein 50-Jähriger sowie eine sechsköpfige armenische Familie. Ein fremdenfeindlicher Hintergrund konnte nicht ausgeschlossen werden. Staatsanwaltschaft und Staatsschutz ermitteln wegen des Verdachts auf schwere Brandstiftung. | Nein                   |
| Bautzen                            | SN           | 14. Sep. | Asylsuchende                                  | mehrere Verletzte    | Nachdem es bereits über mehrere Wochen zu rassistischen Beschimpfungen am Kornmarkt gekommen war und insbesondere am 9. September während einer rechten Kundgebung und der Gegendemonstration des Bündnisses Bautzen bleibt bunt auch zu Krawallen, stießen dort am Abend des 14. September etwa 80 gewaltbereite Männer und Frauen aus dem rechten Spektrum und eine Gruppe von etwa 15 bis 20 minderjährigen Asylsuchenden zusammen. Es kam zu einem Großeinsatz von rund 100 Polizisten. Es kam zu verbalen und tätlichen Übergriffen, Flaschen wurden geworfen, rassistische Parolen skandiert. Ein 18-jähriger Flüchtling erlitt Schnittverletzungen, sein Abtransport im Krankenwagen wurde von Rechtsextremen behindert, der Rettungswagen mit Steinen beworfen. Mehrfach wurde die Parole „Wir sind das Volk“ krakeelt. Beide Gruppen wurden getrennt und aufgefordert, den Platz zu verlassen. Pfefferspray und Schlagstöcke wurden eingesetzt. Laut dem örtlichen Polizeichef sei die gewalttätige Auseinandersetzung von „unbegleiteten minderjährigen Flüchtlingen“ ausgegangen. Beobachter bewerteten den Auftritt des Polizeichefs als „merkwürdig“. Ausgiebig habe er über die unbegleiteten minderjährigen Flüchtlinge gesprochen, schwieg jedoch weitgehend zur deutlich größeren Gruppe und deren erkennbar rechter Gesinnung. Laut Polizeichef seien die Personen dort „event-orientiert“ gewesen und hätten ein paar Bier getrunken, fremdenfeindliche Parolen seien auch skandiert worden. Laut Augenzeugen forderten abends etwa zehn Polizisten die Flüchtlingsgruppe auf, den Kornplatz zu verlassen. Als sich diese widersetzten, hätten die Rechtsextremisten den Tumult genutzt, um an der Polizei vorbei auf die Flüchtlinge zuzustürzen. Dabei wurden Parolen wie „Das ist unser Bautzen“, „Ausländer raus“ und „Das ist unser Nazi-Kiez“ skandiert. Flüchtlinge und Passanten seien daraufhin nur noch gerannt. Den ehrenamtlichen Helfern zufolge war die Eskalation durch ein „fragwürdiges Vorgehen“ der zuvor trotz Aufforderung lange untätigen und mit nur 9 Beamten anwesenden Polizei ausgegangen. Der Landkreis reagierte mit einem vorübergehenden Alkoholverbot und einer Ausgangssperre nach 19 Uhr für minderjährige Asylbewerber, was als einseitige Maßnahme und Einknicken vor den Rechtsextremen kritisiert wurde, die am Abend darauf zu 300 Personen durch die Stadt marschieren konnten. | Nein                   |
| Bremen                             | HB           | 19. Sep. |                                               |                      | Unbekannte Brandstifter legten in Bremen-Huchting Feuer in einem noch nicht komplett fertiggestellten Containerdorf, das als Flüchtlingsunterkunft genutzt werden sollte. Gegen 1:45 Uhr wurde der Brand bemerkt. Laut Polizei hatten die Täter Molotowcocktails in die Container geworfen, worauf vier Wohncontainer komplett ausbrannten und zwölf weitere beschädigt wurden. Polizei und Staatsschutz ermitteln wegen Brandstiftung und halten einen politischen Hintergrund für wahrscheinlich. | Nein                   |
| Schwerin                           | MV           | 19. Sep. |                                               |                      | Am Montagabend wurden zwei syrische Flüchtlinge von Unbekannten attackiert und beschimpft. Ein 18-Jähriger wurde von mindestens einem Tatverdächtigen mit der Faust ins Gesicht geschlagen und dann mit einem pistolenähnlichen Gegenstand bedroht. Anschließend habe eine Frau die Waffe auch auf den 13-jährigen Syrer gerichtet und rassistische Parolen gerufen. Die beiden Bedrohten konnten sich losreißen und flüchteten, die vier bis fünf Tatverdächtigen verschwanden. Es wurden Ermittlungen wegen des Verdachtes auf gefährliche Körperverletzung, Bedrohung und Volksverhetzung aufgenommen. | Nein                   |
| Köthen                             | ST           | 1. Okt.  | bewohnte Unterkunft                           |                      | Am frühen Mittwochmorgen setzten Unbekannte brennbares Material an der Eingangstür einer Asylbewerberunterkunft in Köthen in Brand. Die Tür fing Feuer, konnte aber von Mitarbeitern der Unterkunft gelöscht werden. Zudem wurde ein Fenster beschädigt, laut Polizeisprecher durch einen Steinwurf. Verletzt wurde niemand, die Täter konnten fliehen. | Nein                   |
| Jüterbog                           | BB           | 1. Okt.  | bewohnte Unterkunft                           |                      | In der Nacht auf Samstag warfen Unbekannte zwei Brandsätze gegen eine Unterkunft für unbegleitete, minderjährige Flüchtlinge. Die Brandsätze durchschlugen das doppelt verglaste Fenster nicht. Betreuern der Unterkunft gelang es, den Brand bereits vor Eintreffen der Feuerwehr zu löschen. Laut Polizeiangaben entstand ein Sachschaden von circa 1500 Euro. | Nein                   |
| Haldensleben                       | ST           | 24. Dez. | bewohnte Unterkunft                           |                      | In der Nacht auf Samstag warfen Unbekannte einen Brandsatz in den Waschraum einer Gemeinschaftsunterkunft für Asylbewerber. Es entstand ein Schaden von 1000 Euro durch Verrußungen, verletzt wurde niemand. Ein Zeuge habe bis zu vier dunkel gekleidete Personen beobachtet, die Polizei ermittelt wegen schwerer Brandstiftung. | Nein                   |